# Петеріс Скудра
Петеріс Скудра (латис. Pēteris Skudra, рос. Петер Петрович Скудра; 24 квітня 1973, м. Рига, Латвійська РСР) — латвійський хокеїст, воротар. Тренер воротарів «Сєвєрсталь» (Череповець).
Виступав за «Пардаугава» (Рига), «Хокей Центрс» (Рига), «Гамільтон Бульдогс» (АХЛ), «Піттсбург Пінгвінс», «Хюстон Аерос» (ІХЛ), «Канзас-Сіті Блейдс» (ІХЛ), «Бостон Брюїнс», «Баффало Сейбрс», «Рочестер Американс» (АХЛ), «Провіденс Брюїнс» (АХЛ), «Ванкувер Канакс», «Гартфорд Вульф-Пек» (АХЛ), «Манітоба Мус» (АХЛ), «Ак Барс» (Казань), «Хімік» (Воскресенськ), ЦСКА (Москва), «Металург» (Новокузнецьк).
В чемпіонатах НХЛ — 146 матчів, у турнірах Кубка Стенлі — 3 матчі.
У складі національної збірної Латвії учасник чемпіонатів світу 1993 (група C), 1994 (група B) і 1997 (1 матч). У складі юніорської збірної СРСР учасник чемпіонату Європи 1991.
Досягнення
- Чемпіон Латвії (1994).

Тренерська кар'єра
- Тренер воротарів «Сєвєрсталь» (Череповець) (2011—2012, КХЛ)[1]
- Асистент головного тренера «Сибір» (Новосибірськ) (з 2012, КХЛ).